# كرستين شتيغيمان
كرستين ستيغيمان (بالألمانية: Kerstin Stegemann) هي لاعبة كرة قدم ألمانية من مواليد (29 سبتمبر، 1977) في راينه، بدأت مسيرتها الاحترافية من سن الخامسة عشر في الدوري الألماني الممتاز لكرة القدم للسيدات، وانضمت بعد سنتين إلى منتخب ألمانيا الوطني، ولعبت لأول مرة مع منتخب بلادها في 13 أبريل، 1995.
تعد كرستين ستيغيمان واحدة من السيدات الألمانيات الثلاث اللاتي اجتزن لعب 150 مباراة دولية مع منتخب بلادهن وذلك إلى جانب بريجيت برينتس وبتينا ويغمان. وتحمل ستيغيمان رقم قياسي مع المنتخب الألماني في عدد المباريات الدولية المتتالية حيث لعبت 61 مباراة متتالية دون توقف.

## روابط خارجية
- كرستين شتيغيمان على موقع الاتحاد الدولي (مؤرشف)  (الإنجليزية)
- كرستين شتيغيمان على موقع قاعدة بيانات كرة القدم.إي يو (الإنجليزية)
- كرستين شتيغيمان على موقع Soccerway.com (الإنجليزية)
- كرستين شتيغيمان على موقع عالم كرة القدم.نت (الإنجليزية)
- كرستين شتيغيمان على موقع كووورة
- كرستين شتيغيمان على موقع أوليمبيديا (الإنجليزية)